# 차오둥구 (스자좡시)

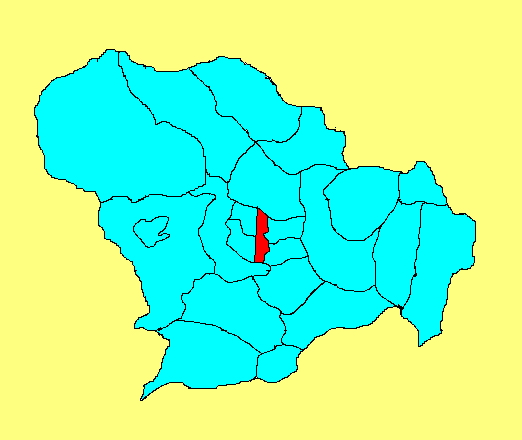

차오둥구(한국어: 교동구, 중국어: 桥东区, 병음: Qiáodōng Qū)는 중화인민공화국 허베이성 스자좡 시의 행정 구역이다. 넓이는 43km2이고, 인구는 2007년 기준으로 350,000명이다.

## 행정 구역
9개 가도, 1개 진을 관할한다.
- 가도: 中山东路街道, 彭后街道, 东风街道, 东华街道, 休门街道, 阜康街道, 建安街道, 胜利北街道, 汇通街道
- 진: 高营镇